# De Spieghel
De Spieghel is een Nederlandse uitgeverij. Vanaf 1926 tot ongeveer 1972 was het een literaire uitgeverij. In 1987 werd een nieuwe start gemaakt, met uitgaven voor het beroepsonderwijs.

## Geschiedenis
De  eerste twee jaar was de uitgeverij gevestigd op de Amsteldijk, vanaf 1928 op Prinsengracht 856 in Amsterdam. Hij had een breed fonds aan romans, essays, dichtbundels en kunst- en geschiedenisboeken en gaf acht tijdschriften uit, waaronder de cahiers De Vrije Bladen en de Kroniek van Hedendaagsche Kunst en Cultuur. Hij werd ook bekend met de door Victor E. van Vriesland samengestelde Spiegel van de Nederlandsche poëzie.
In 1942 weigerde de uitgeverij toe te treden tot de Kultuurkamer en werd geliquideerd. Er volgden nog wel enkele illegale uitgaven, waaronder de tekeningen van Cor van Teeseling. De directrices Tine van Klooster (1894-1945) en Koos Schregardus (1897-1976) raakten betrokken bij het verzet. In hun woning boven de uitgeverij verborgen zij onderduikers, onder wie Gerrit van der Veen. Op 12 mei 1944 viel de Sicherheitspolizei het pand binnen en werd Gerrit van der Veen tegelijk met zijn gezellin Suzy van Hall en uitgeefster Tine van Klooster gearresteerd. Van der Veen werd gefusilleerd, Suzy van Hall en Tine van Klooster werden op transport gesteld naar Ravensbrück. Tine van Klooster stierf daar op 30 januari 1945 door ziekte en uitputting. Suzy van Hall werd tewerkgesteld in het Agfacommando, een buitencommando van Dachau. Ze werd op 30 april 1945 door de Amerikanen bevrijd.
In 1945 hervatte Koos Schregardus haar uitgeversactiviteiten. Zij ving Suzy van Hall op in haar huis en betrok haar bij het werk voor de uitgeverij. Beiden waren betrokken bij de oprichting van de Stichting Kunstenaarsverzet 1942-1945. Rond 1950 verhuisden ze naar de Dordogne. De uitgeverij werd nog enige tijd geleid door hun vrienden Catharina en Aart van Breda-de Vries. In 1954 verkocht Schregardus de uitgeverij aan C.P.J. van der Peet.
Koos Schregardus stierf in 1976 in Saint-Cybranet, Suzy van Hall twee jaar later.

## Nieuwe start
De uitgeverij maakte in 1987 een nieuwe start onder leiding van Hans Bijlsma, met uitgaven voor het beroepsonderwijs aan kappers, brood- en banketbakkers en de horeca.